# ルボキシスタウリン
ルボキシスタウリン (ruboxistaurin) は、糖尿病性周辺網膜症に対する治療薬として開発中の化合物である。商品名はArxxant（アークサント）となることが提案されている。イーライリリー・アンド・カンパニーによって現在開発されている。開発コードのLY333531としても知られている。
2006年2月、リリーはルボキシスタウリンの新薬申請を提出し、2006年8月18日にアメリカ食品医薬品局から認可のレターを受け取ったが、完了に5年を要する追加の臨床試験を求められた。

## 作用機序
ルボキシスタウリンはプロテインキナーゼCβの阻害剤である。